# グロス＝ピタエフスキー方程式
グロス＝ピタエフスキー方程式（グロス＝ピタエフスキーほうていしき、英: Gross–Pitaevskii equation; GPE）は、ボソン間相互作用が擬ポテンシャルとして表される理想的なボソン多体系の、ハートリー＝フォック近似の下での基底状態を記述するモデルである。
グロス＝ピタエフスキー方程式の名前は、ユージン・グロスとレフ・ピタエフスキーに因む。グロス＝ピタエフスキー方程式は、グロスおよびピタエフスキーの頭文字を取ってしばしばGP方程式と呼ばれる。あるいは更に短縮してGPと呼ぶこともある。
ハートリー＝フォック近似において N 体のボソン系全体を表す波動関数 Ψ は、個々のボソンに対応する波動関数たち {ψi}i ∈ [N] の積状態として表すことができる。
{\displaystyle \Psi ({\boldsymbol {r}}_{1},{\boldsymbol {r}}_{2},\dots ,{\boldsymbol {r}}_{N})=\psi ({\boldsymbol {r}}_{1})\psi ({\boldsymbol {r}}_{2})\dots \psi ({\boldsymbol {r}}_{N})}
ここで ri は i 番目のボソンの位置を表す。
擬ポテンシャルモデルのハミルトニアン H として以下のものを考える。
{\displaystyle H=\sum _{i=1}^{N}\left\{\left(-{\hbar ^{2} \over 2m}{\partial ^{2} \over \partial {\boldsymbol {r}}_{i}^{2}}+V({\boldsymbol {r}}_{i})\right)\right\}+\sum _{i<j}{4\pi \hbar ^{2}a_{\mathrm {s} } \over m}\delta ({\boldsymbol {r}}_{i}-{\boldsymbol {r}}_{j})\,.}
m はボソンの質量、V(ri) は外場によるポテンシャル、as はボソン-ボソン散乱長 (boson-boson scattering length) を表す。また δ(·) はデルタ関数である。

一粒子波動関数がグロス＝ピタエフスキー方程式
{\displaystyle \left(-{\frac {\hbar ^{2}}{2m}}{\partial ^{2} \over \partial {\boldsymbol {r}}^{2}}+V({\boldsymbol {r}})+{4\pi \hbar ^{2}a_{\boldsymbol {s}} \over m}\vert \psi ({\boldsymbol {r}})\vert ^{2}\right)\psi ({\boldsymbol {r}})=\mu \psi ({\boldsymbol {r}})}
を満たす場合、規格化条件 {\displaystyle \int \mathrm {d} V|\Psi |^{2}=N} の下で、全系の波動関数はハミルトニアンの期待値を最小化する。
上記の方程式はボース＝アインシュタイン凝縮体の一粒子波動関数に対するモデル方程式となっている。グロス＝ピタエフスキー方程式はギンツブルグ＝ランダウ方程式と似た形をしており、また非線形シュレーディンガー方程式として言及されることも多い。
ボース＝アインシュタイン凝縮体とは、すべてのボソンが同じ量子状態をとり、従ってすべてのボソンが同じ波動関数によって記述されるようなボソン気体である。自由粒子の運動は一粒子のシュレーディンガー方程式によって記述できる。一方で実在気体に関して、粒子間の相互作用は適当な多体のシュレーディンガー方程式を扱う必要がある。気体粒子間の平均距離が散乱長より大きい場合（このような状況を希薄極限 (dilute limit) と呼ぶ）、粒子間の相互作用ポテンシャルを近似することができ、グロス＝ピタエフスキー方程式においては擬ポテンシャルで置き換えられる。
グロス＝ピタエフスキー方程式の非線形性は粒子間相互作用に起源を持つ。粒子間相互作用とグロス＝ピタエフスキー方程式の非線形性との関係は、グロス＝ピタエフスキー方程式の相互作用結合定数をゼロへ持って行くことで明らかになる（詳細は次節）：結合定数の影響を無視できるなら、グロス＝ピタエフスキー方程式はトラップポテンシャルに束縛される粒子の一粒子シュレーディンガー方程式へと回帰する。

## 方程式の構成
グロス＝ピタエフスキー方程式はシュレーディンガー方程式に相互作用項を加えた形をしている。結合定数 g は相互作用する二つのボソンの間の散乱長 as に比例する：
{\displaystyle g={\frac {4\pi \hbar ^{2}a_{\mathrm {s} }}{m}}\,.}
ここで {\displaystyle \hbar } は換算プランク定数であり m はボソンの質量である。
エネルギー密度は
{\displaystyle {\mathcal {E}}={\frac {\hbar ^{2}}{2m}}\vert \nabla \Psi ({\boldsymbol {r}})\vert ^{2}+V({\boldsymbol {r}})\vert \Psi ({\boldsymbol {r}})\vert ^{2}+{\frac {1}{2}}g\vert \Psi ({\boldsymbol {r}})\vert ^{4}}
となる。ここで Ψ は波動関数かあるいは秩序変数であり、V(r) は外場によるポテンシャルである。
粒子数が保存する、時間に依存しないグロス＝ピタエフスキー方程式は以下のようになる。
{\displaystyle \mu \Psi ({\boldsymbol {r}})=\left(-{\frac {\hbar ^{2}}{2m}}\nabla ^{2}+V({\boldsymbol {r}})+g\vert \Psi ({\boldsymbol {r}})\vert ^{2}\right)\Psi ({\boldsymbol {r}})}
ここで μ は化学ポテンシャルである。化学ポテンシャルは波動関数の規格化条件によって与えられる。
{\displaystyle N=\int \vert \Psi ({\boldsymbol {r}})\vert ^{2}\,\mathrm {d} ^{3}r\,.}
時間に依存しないグロス＝ピタエフスキー方程式より、調和トラップなど様々なトラップポテンシャル中でのボース＝アインシュタイン凝縮体の振る舞いを見ることができる。
時間に依存するグロス＝ピタエフスキー方程式は以下のように表される。
{\displaystyle i\hbar {\frac {\partial \Psi ({\boldsymbol {r}},t)}{\partial t}}=\left(-{\frac {\hbar ^{2}}{2m}}\nabla ^{2}+V(\mathbf {r} )+g\vert \Psi ({\boldsymbol {r}},t)\vert ^{2}\right)\Psi ({\boldsymbol {r}},t)}
時間に依存するグロス＝ピタエフスキー方程式は、ボース＝アインシュタイン凝縮体の動力学を記述する。時間に依存するグロス＝ピタエフスキー方程式はポテンシャルに捕獲された気体の集団モードの研究などで用いられる。

## 解
グロス＝ピタエフスキー方程式は非線形偏微分方程式であり、以下に示すいくつかの特殊な状況を除けば、解析解を得ることは困難である。そのような事情から、様々な方法を駆使して解の近似がなされている。

### 解析解

#### 自由粒子
グロス＝ピタエフスキー方程式から得られる解析解で最も単純なものは自由粒子解である。外場のない場合、
{\displaystyle V({\boldsymbol {r}})=0}
グロス＝ピタエフスキー方程式の解として以下のものが得られる。
{\displaystyle \Psi (\mathbf {r} )={\sqrt {\frac {N}{V}}}e^{i{\boldsymbol {k}}\cdot {\boldsymbol {r}}}}
この解はしばしばハートリー解（英: Hartree solution）と呼ばれる。ハートリー解はグロス＝ピタエフスキー方程式を満足するが、相互作用項によりエネルギースペクトルにはギャップが残る。
{\displaystyle E({\boldsymbol {k}})=N\left[{\frac {\hbar ^{2}k^{2}}{2m}}+g{\frac {N}{2V}}\right]}
フーゲンホルツ＝パインズ定理より、斥力相互作用のあるボソン気体はエネルギーギャップを持たないため、ボソン気体に対しハートリー解をそのまま適用することはできない。

#### ソリトン
ボース＝アインシュタイン凝縮体中では、ボソン間の相互作用が引力であるか斥力であるかによって、後述する明るいソリトン (bright soliton) と暗いソリトン (dark soliton) のいずれかの一次元ソリトンが形成され得る。いずれのソリトンも一様な系における局所的な凝縮体の擾乱と理解される。
ボソン間に斥力相互作用が働く、結合定数が正 (g > 0) である場合、グロス＝ピタエフスキー方程式の特殊解として次のものが得られる。
{\displaystyle \psi (x)=\psi _{0}\tanh \left({\frac {x}{{\sqrt {2}}\xi }}\right)\,.}
ここで ψ0 は無限遠での凝縮体の波動関数の値を表し、{\displaystyle \textstyle \xi =\hbar /{\sqrt {2mn_{0}g}}} はコヒーレント長を表す。上記の解の波動関数は凝縮体の暗いソリトンに対応する。暗いソリトンが実現する系では凝縮体の密度分布は一様ではなく、原点で密度がゼロとなる。
暗いソリトンは位相欠陥の一種であり、ψ の符号が原点で反転することによって位相に π だけずれが生じる。

結合定数が負 (g < 0) である、ボソン間に引力相互作用が働く状況では、ボース＝アインシュタイン凝縮体の波動関数は以下のようになる。
{\displaystyle \psi (x,t)=\psi (0)e^{-i\mu t/\hbar }{\frac {1}{\cosh \left[{\sqrt {2m\vert \mu \vert /\hbar ^{2}}}x\right]}}}
ここで μ = 1/2g|ψ0|2 は化学ポテンシャルである。上記の波動関数は明るいソリトンに対応する。明るいソリトンが実現する系では凝縮体の分布は原点に集中する。

### 変分法による近似解
厳密な解析解が適用できる系からかけ離れた状況にある系に対しても、変分法を用いた近似によって解を評価することができる。基本的なアイデアは、波動関数に対して変分に用いる何らかのパラメタを設定し、系の自由エネルギーを考えることである。基底状態の波動関数は自由エネルギーを最小化する変分パラメタを決定することによって得られる。

### トーマス＝フェルミ近似
ボソン気体系の粒子数が非常に大きい場合、ハミルトニアンのボソン間相互作用項の寄与はボソンの運動エネルギー項よりはるかに大きくなる。従って、粒子数が充分大きい場合には運動エネルギー項を無視することができる。（全体に対し寄与の小さい）運動エネルギー項をハミルトニアンから落とす近似をトーマス＝フェルミ近似という。トーマス＝フェルミ近似の下で、グロス＝ピタエフスキー方程式の解は厳密に求めることができ、以下のようになる。
{\displaystyle \psi (x)={\begin{cases}{\sqrt {\frac {\mu -V(x)}{Ng}}}&\left({\frac {\mu -V(x)}{g}}\geq 0\right)\\0&\mathrm {otherwise} \end{cases}}}